# Histoires d'amour et d'amitié
Histoires d'amour et d'amitié (Sommermond) est un téléfilm allemand réalisé par Hans-Jürgen Tögel et diffusé en 2009.

## Résumé
Erik Larsson, un écrivain de romans pour enfants, est en retard de plusieurs semaines sur la parution de son livre à cause de sa rupture avec sa petite amie Lilli. Svea Jerndahl, une jeune femme et éditrice adjointe, vient le voir pour le pousser à rendre son manuscrit. Un quiproquo s'ensuit et pousse Svea à rencontrer le meilleur ami d'Erik, Anders Vinter, qui les héberge tous les deux. Son fils, Linus, va aider les couples potentiels à se mettre ensemble.

## Fiche technique
- Scénario : Christiane Sadlo
- Durée : 90 min
- Pays :  Allemagne

## Distribution
- Nina Bott : Svea Jerndahl
- Hendrik Duryn : Anders Vinter
- Lino Sliskovic : Linus Vinter
- Christoph Mory : Erik Larsson
- Brigitte Zeh : Lilli
- Karin Düwel : Maria
- Daniel Friedrich : Olof Jerndahl
- Freya Trampert : Paula
- Barbara Demmer : Edda